# Campeonato Descentralizado 1983
El Campeonato Descentralizado de fútbol profesional del Perú de 1983 se desarrolló entre los meses de abril y diciembre de ese año. En la época fue la última edición con el formato tradicional de los Descentralizados antes de que fueran reemplazados por los Campeonatos Regionales del Perú a partir de 1984.
El torneo se disputó con 17 equipos debido al ascenso del Atlético Torino (campeón de la Copa Perú) y que en el Campeonato Descentralizado 1982 no hubo descenso directo. Hubo dos etapas en el torneo: la Primera Etapa en donde jugaron los diecisiete equipos de la Primera División en encuentros de ida y vuelta, y la Liguilla Final en que jugaron los seis mejor ubicados en la etapa inicial para definir al campeón. 
El ganador del torneo fue Sporting Cristal y el subcampeón fue Melgar, ambos clasificaron a la Copa Libertadores 1984. Por otro lado, los clubes Juan Aurich y León de Huánuco perdieron la categoría tras obtener las peores puntuaciones del Descentralizado.
El máximo anotador del certamen fue Juan Caballero, delantero peruano del Sporting Cristal que marcó 24 goles a lo largo de la temporada.

## Ascensos y descensos
| Posición | Ascendido de Copa Perú 1982 |
| -------- | --------------------------- |
| 1º       | Atlético Torino             |

| Posición | Descendido del Descentralizado 1982               |
| -------- | ------------------------------------------------- |
| -        | Sin descensos (Deportivo Junín ganó la Promoción) |

- Antes de Iniciar la Temporada, El Deportivo Junín se Cambió de Nombre a Huancayo FC.

## Equipos participantes

### Distribución geográfica
| Departamento | Equipos                                                                                  |
| ------------ | ---------------------------------------------------------------------------------------- |
| Lima         | Alianza Lima Deportivo Municipal Sporting Cristal Unión Huaral Universitario de Deportes |
| Callao       | Atlético Chalaco Sport Boys                                                              |
| Junín        | A.D.T. Huancayo F.C.                                                                     |
| Arequipa     | FBC Melgar                                                                               |
| Cajamarca    | U.T.C.                                                                                   |
| Huánuco      | León de Huánuco                                                                          |
| Lambayeque   | Juan Aurich                                                                              |
| Loreto       | C.N.I.                                                                                   |
| Piura        | Atlético Torino                                                                          |
| Puno         | Alfonso Ugarte                                                                           |
| Tacna        | Deportivo Bolognesi                                                                      |

| C.N.I. Atlético Torino Juan Aurich León de Huánuco U.T.C. U. Huaral Ugarte FBC Melgar Bolognesi A.D.T. Huancayo F.C. Alianza Lima Atl. Chalaco Dep. Municipal Sport Boys Sporting Cristal Universitario |

## Primera etapa
Fue jugada por los diecisiete equipos de la Primera División del Perú bajo el sistema de todos contra todos. Los primeros seis equipos clasificaron a la Liguilla Final, mientras que Juan Aurich y León de Huánuco perdieron la categoría al ocupar los dos últimos lugares.

| Pos. | Equipo              | Pts. | PJ | PG | PE | PP | GF | GC | DG  | Clasificación y Bonificaciones  |
| ---- | ------------------- | ---- | -- | -- | -- | -- | -- | -- | --- | ------------------------------- |
| 1    | FBC Melgar          | 44   | 32 | 19 | 6  | 7  | 37 | 20 | +17 | Liguilla Final, Bonificación +3 |
| 2    | Sporting Cristal    | 41   | 32 | 14 | 13 | 5  | 59 | 31 | +28 | Liguilla Final, Bonificación +2 |
| 3    | Universitario       | 40   | 32 | 13 | 14 | 5  | 43 | 20 | +23 | Liguilla Final, Bonificación +1 |
| 4    | CNI                 | 40   | 32 | 14 | 12 | 6  | 43 | 27 | +16 | Liguilla Final                  |
| 5    | Deportivo Municipal | 40   | 32 | 14 | 12 | 6  | 43 | 33 | +10 | Liguilla Final                  |
| 6    | Atlético Torino     | 39   | 32 | 17 | 5  | 10 | 53 | 36 | +17 | Liguilla Final                  |
| 7    | Sport Boys          | 38   | 32 | 14 | 10 | 8  | 39 | 29 | +10 |                                 |
| 8    | UTC                 | 33   | 32 | 11 | 11 | 10 | 31 | 30 | +1  |                                 |
| 9    | Alianza Lima        | 31   | 32 | 10 | 11 | 11 | 36 | 32 | +4  |                                 |
| 10   | ADT                 | 29   | 32 | 10 | 9  | 13 | 34 | 39 | -5  |                                 |
| 11   | Atlético Chalaco    | 28   | 32 | 8  | 12 | 12 | 24 | 33 | -9  |                                 |
| 12   | Coronel Bolognesi   | 27   | 32 | 8  | 11 | 13 | 31 | 38 | -7  |                                 |
| 13   | Unión Huaral        | 25   | 32 | 7  | 11 | 14 | 24 | 43 | -19 |                                 |
| 14   | Huancayo FC         | 24   | 32 | 9  | 6  | 17 | 24 | 42 | -18 |                                 |
| 15   | Alfonso Ugarte      | 23   | 32 | 8  | 7  | 17 | 29 | 57 | -28 |                                 |
| 16   | Juan Aurich         | 22   | 32 | 8  | 6  | 18 | 27 | 43 | -16 | Intermedia 1984                 |
| 17   | León de Huánuco     | 20   | 32 | 5  | 10 | 17 | 19 | 43 | -24 | Intermedia 1984                 |

- Antes de Iniciar la Temporada, El Deportivo Junín se Cambió de Nombre a Huancayo F.C.

|  | Clasificados a Liguilla Final 1983                                      |
|  | Descendidos 16° a Torneo Intermedia 1984 Zona Norte y 17° a Zona Centro |

### Resultados
| Local \ Visitante   | ADT | UGA | ALI | CHA | TOR | CNI | BOL | MUN | HYO | AUR | LEO | MEL | SBA | CRI | HUA | UTC | UNI |
| ------------------- | --- | --- | --- | --- | --- | --- | --- | --- | --- | --- | --- | --- | --- | --- | --- | --- | --- |
| ADT                 |     | 4–1 | 3–0 | 1–0 | 2–1 | 1–0 | 1–1 | 0–0 | 3–0 | 0–1 | 0–0 | 1–2 | 0–1 | 1–3 | 5–2 | 1–1 | 1–0 |
| Alfonso Ugarte      | 0–1 |     | 0–0 | 1–1 | 2–0 | 0–1 | 0–2 | 2–0 | 1–0 | 5–2 | 2–0 | 1–0 | 0–0 | 2–2 | 2–0 | 0–0 | 0–0 |
| Alianza Lima        | 6–1 | 3–0 |     | 0–0 | 3–0 | 1–1 | 0–0 | 1–1 | 1–0 | 2–1 | 2–0 | 0–1 | 2–0 | 0–0 | 1–0 | 1–0 | 1–2 |
| Atlético Chalaco    | 2–1 | 2–0 | 0–0 |     | 0–2 | 1–4 | 0–1 | 1–1 | 2–0 | 2–1 | 1–0 | 1–1 | 1–2 | 0–0 | 0–0 | 1–1 | 1–1 |
| Atlético Torino     | 3–0 | 4–1 | 2–1 | 1–0 |     | 3–0 | 1–1 | 1–1 | 3–1 | 4–0 | 1–0 | 2–0 | 1–0 | 0–2 | 3–0 | 2–0 | 2–0 |
| CNI                 | 2–1 | 3–1 | 2–0 | 2–0 | 2–2 |     | 1–0 | 4–1 | 0–0 | 0–0 | 6–0 | 2–0 | 0–0 | 1–1 | 3–1 | 1–0 | 2–2 |
| Coronel Bolognesi   | 1–0 | 4–3 | 1–1 | 1–2 | 1–2 | 3–1 |     | 0–0 | 2–1 | 1–0 | 0–1 | 0–1 | 0–2 | 0–1 | 1–1 | 2–2 | 1–1 |
| Deportivo Municipal | 2–2 | 3–0 | 2–2 | 1–1 | 3–2 | 1–0 | 0–0 |     | 2–1 | 4–2 | 2–0 | 1–1 | 2–0 | 2–1 | 1–1 | 1–0 | 0–2 |
| Huancayo FC         | 1–1 | 2–0 | 1–0 | 1–0 | 3–2 | 1–0 | 2–1 | 2–0 |     | 1–0 | 0–2 | 1–1 | 1–2 | 0–0 | 0–0 | 0–2 | 1–5 |
| Juan Aurich         | 2–0 | 2–0 | 3–1 | 0–2 | 0–0 | 1–2 | 1–1 | 0–1 | 1–0 |     | 3–0 | 0–1 | 0–1 | 1–0 | 4–1 | 0–0 | 0–2 |
| León de Huánuco     | 1–0 | 2–3 | 1–1 | 1–1 | 2–3 | 1–1 | 1–1 | 1–2 | 0–0 | 0–0 |     | 0–1 | 1–1 | 1–0 | 2–0 | 0–0 | 0–1 |
| FBC Melgar          | 3–0 | 2–1 | 2–0 | 0–1 | 1–0 | 3–0 | 1–0 | 1–0 | 1–0 | 3–2 | 3–0 |     | 0–1 | 0–1 | 2–0 | 1–1 | 1–0 |
| Sport Boys          | 0–0 | 4–1 | 0–2 | 2–0 | 3–2 | 0–0 | 1–2 | 0–4 | 5–1 | 1–1 | 2–1 | 0–1 |     | 3–0 | 2–0 | 2–1 | 1–1 |
| Sporting Cristal    | 1–0 | 5–2 | 2–2 | 2–0 | 4–1 | 2–2 | 4–2 | 4–1 | 4–0 | 2–1 | 6–1 | 1–1 | 1–1 |     | 6–1 | 1–1 | 1–1 |
| Unión Huaral        | 1–1 | 0–0 | 1–0 | 1–1 | 0–0 | 0–0 | 1–0 | 0–1 | 2–1 | 1–0 | 2–0 | 0–1 | 2–1 | 1–1 |     | 4–1 | 0–0 |
| UTC                 | 1–2 | 5–2 | 3–1 | 2–0 | 3–0 | 0–1 | 3–0 | 1–3 | 2–0 | 2–0 | 2–0 | 1–1 | 0–0 | 1–0 | 1–0 |     | 0–0 |
| Universitario       | 0–0 | 5–0 | 2–1 | 2–0 | 2–3 | 0–0 | 2–1 | 0–0 | 0–1 | 3–0 | 0–0 | 2–0 | 1–1 | 1–1 | 2–0 | 3–0 |     |

## Liguilla Final
La disputaron los seis equipos mejor ubicados en la etapa inicial; los clubes FBC Melgar, Sporting Cristal y Universitario empezaron con 3, 2 y 1 punto(s) de bonificación respectivamente. La Liguilla se jugó enteramente en el Estadio Nacional del Perú.
Sporting Cristal ganó todos los partidos de la Liguilla, obteniendo la mayor cantidad de puntos y consagrándose campeón nacional. El encuentro consagratorio del club ocurrió en la última fecha, el miércoles 21 de diciembre, ante FBC Melgar, que culminó con triunfo celeste por 4-1 con goles de Héctor Chumpitaz, Oswaldo Flores y dos de Jorge Hirano. El goleador del cuadro rimense fue Juan Caballero con 24 goles, seguido de Jorge Hirano con 12 goles.
El subcampeón fue FBC Melgar que clasificó junto a Cristal a la Copa Libertadores 1984.

| Pos. | Equipo               | Pts. | PJ | PG | PE | PP | GF | GC | DG |
| ---- | -------------------- | ---- | -- | -- | -- | -- | -- | -- | -- |
| 1    | Sporting Cristal (C) | 12   | 5  | 5  | 0  | 0  | 13 | 4  | +9 |
| 2    | FBC Melgar           | 9    | 5  | 2  | 2  | 1  | 11 | 11 | 0  |
| 3    | Universitario        | 7    | 5  | 2  | 2  | 1  | 9  | 8  | +1 |
| 4    | Deportivo Municipal  | 5    | 5  | 2  | 1  | 2  | 7  | 5  | +2 |
| 5    | CNI                  | 2    | 5  | 1  | 0  | 4  | 5  | 9  | -4 |
| 6    | Atlético Torino      | 1    | 5  | 0  | 1  | 4  | 5  | 13 | -8 |

|  | (C): Campeón y Clasificado a la Copa Libertadores 1984 |
|  | Clasificado a la Copa Libertadores 1984                |

### Resultados
| Fecha 1 (8 de diciembre) | Fecha 1 (8 de diciembre) | Fecha 1 (8 de diciembre) |
|                          | Resultado                |                          |
| ------------------------ | ------------------------ | ------------------------ |
| Sporting Cristal         | 1–0                      | Deportivo Municipal      |
| Universitario            | 2–0                      | CNI                      |
| FBC Melgar               | 2–2                      | Atlético Torino          |

| Fecha 2 (11 de diciembre) | Fecha 2 (11 de diciembre) | Fecha 2 (11 de diciembre) |
|                           | Resultado                 |                           |
| ------------------------- | ------------------------- | ------------------------- |
| FBC Melgar                | 2–1                       | Deportivo Municipal       |
| Universitario             | 2–1                       | Atlético Torino           |
| Sporting Cristal          | 2–0                       | CNI                       |

| Fecha 3 (15 de diciembre) | Fecha 3 (15 de diciembre) | Fecha 3 (15 de diciembre) |
|                           | Resultado                 |                           |
| ------------------------- | ------------------------- | ------------------------- |
| FBC Melgar                | 3–1                       | CNI                       |
| Sporting Cristal          | 3–1                       | Universitario             |
| Deportivo Municipal       | 3–0                       | Atlético Torino           |

| Fecha 4 (18 de diciembre) | Fecha 4 (18 de diciembre) | Fecha 4 (18 de diciembre) |
|                           | Resultado                 |                           |
| ------------------------- | ------------------------- | ------------------------- |
| FBC Melgar                | 3–3                       | Universitario             |
| Deportivo Municipal       | 2–1                       | CNI                       |
| Sporting Cristal          | 3–2                       | Atlético Torino           |

| Fecha 5 (21 de diciembre) | Fecha 5 (21 de diciembre) | Fecha 5 (21 de diciembre) |
|                           | Resultado                 |                           |
| ------------------------- | ------------------------- | ------------------------- |
| CNI                       | 3–0                       | Atlético Torino           |
| Universitario             | 1–1                       | Deportivo Municipal       |
| Sporting Cristal          | 4–1                       | FBC Melgar                |

|                             |
| Campeón                     |
| Sporting Cristal 8.º título |

## Goleadores
| Jugador         | Jugador           | Goles | Equipo                    |
| --------------- | ----------------- | ----- | ------------------------- |
| Bandera de Perú | Juan Caballero    | 24    | Sporting Cristal          |
| Bandera de Perú | Francisco Montero | 18    | Atlético Torino           |
| Bandera de Perú | Leonardo Saavedra | 16    | UTC                       |
| Bandera de Perú | Genaro Neyra      | 15    | FBC Melgar                |
| Bandera de Perú | Rolando Echegaray | 13    | ADT de Tarma              |
| Bandera de Perú | Roberto Zevallos  | 13    | Coronel Bolognesi         |
| Bandera de Perú | Jorge Hirano      | 12    | Sporting Cristal          |
| Bandera de Perú | Julio Zorrilla    | 12    | Deportivo Municipal       |
| Bandera de Perú | Percy Rojas       | 11    | Universitario de Deportes |
| Bandera de Perú | Freddy Ravello    | 10    | Alianza Lima              |
| Bandera de Perú | Miguel Seminario  | 9     | Universitario de Deportes |
| Bandera de Perú | Humberto Correa   | 9     | Atlético Torino           |
| Bandera de Perú | Jaime Drago       | 9     | Universitario de Deportes |
| Bandera de Perú | José Pajuelo      | 8     | Huancayo F. C.            |
| Bandera de Perú | David Zuluaga     | 8     | Sport Boys                |
| Bandera de Perú | Franco Navarro    | 8     | Deportivo Municipal       |
| Bandera de Perú | César Adriazola   | 8     | CNI de Iquitos            |